# Isotone
Ne doit pas être confondu avec Isotonique.
Cet article possède un paronyme, voir Isotonie.
Deux atomes sont dits isotones lorsqu'ils possèdent un nombre de neutrons identique mais un nombre de protons différent. Le mot est proposé en 1934 par le physicien allemand K. Guggenheimer par analogie aux isotopes, en remplaçant le p pour proton par n pour neutron.

## Exemple
Le carbone 13 et l'azote 14 (notation : {\displaystyle {}_{\ 6}^{13}\operatorname {C} } et {\displaystyle {}_{\ 7}^{14}\operatorname {N} }) sont deux atomes isotones possédant chacun sept neutrons (13 – 6 = 14 – 7 = 7).